# 모나 (메이드 인 와리오)
모나(モナ, Mona)는 닌텐도의 비디오 게임 시리즈 《메이드 인 와리오》의 등장인물이다.

## 소개
다이아몬드 시티에 있는 고등학교에 다니며, 아르바이트와 동아리 활동으로 바쁜 여고생으로, 모험가를 꿈꾸고 있다. 와리오의 까칠한 코를 좋아한다.

## 작중 행적

### 메이드 인 와리오

아이스크림 상점의 아르바이트생으로 등장한다. 모터사이클을 타고 아이스크림 가게로 향하나, 많은 아이들이 횡단보도를 건너는 바람에 멈춰야 했고 모나는 아르바이트에 지각할 위기에 처한다. 이에 모나가 속도를 올리자 경찰차가 모나를 쫓아오고, 모나는 코끼리와 돼지를 불러 경찰차를 따돌리게 한다. 곧바로 많은 경찰차들이 모나를 쫓아오자, 모나는 원숭이를 불러내 바나나를 던져 경찰차를 따돌리게 한다. 우여곡절 끝에 모나는 제시간에 아이스크림 가게에 도착하게 된다.
와리오(최종) 스테이지의 엔딩에서는 많은 돈을 번 와리오를 치사하다고 말하고, 돈을 들고 도망치는 와리오를 쫓아가지만 놓치고 만다.